# Sweetheart of the Sun
Sweetheart of the Sun es el quinto álbum de la banda estadounidense The Bangles, lanzado el 27 de septiembre de 2011 por Model Music.

## Lista de canciones
| N.º | Título                             | Escritor(es)                                    | Duración |  |
| 1.  | «Anna Lee (Sweetheart Of The Sun)» | Susanna Hoffs, Debbi Peterson, Vicki Peterson   | 3:31     |  |
| 2.  | «Under A Cloud»                    | Susanna Hoffs, Brian MacLeod, Dan Schwartz      | 4:07     |  |
| 3.  | «Ball 'N' Chain»                   | Walker Igleheart, Debbi Peterson                | 3:51     |  |
| 4.  | «I'll Never Be Through With You»   | Charlotte Caffey, Susanna Hoffs, Vicki Peterson | 3:40     |  |
| 5.  | «Mesmerized»                       | Susanna Hoffs, Debbi Peterson, Vicki Peterson   | 3:46     |  |
| 6.  | «Circles In The Sky»               | Vicki Peterson                                  | 4:04     |  |
| 7.  | «Sweet And Tender Romance»         |                                                 | 2:11     |  |
| 8.  | «Lay Yourself Down»                | Vicki Peterson                                  | 3:23     |  |
| 9.  | «One Of Two»                       | Susanna Hoffs, Debbi Peterson, Vicki Peterson   | 3:39     |  |
| 10. | «What A Life»                      | Debbi Peterson, Vicki Peterson                  | 3:22     |  |
| 11. | «Through Your Eyes»                | Susanna Hoffs, Vicki Peterson                   | 3:50     |  |
| 12. | «Open My Eyes»                     | Todd Rundgren                                   | 3:00     |  |

## Rendimiento en listas
| Año  | Lista         | Máxima posición |
| ---- | ------------- | --------------- |
| 2011 | Billboard 200 | 148             |